# Edgar Tello
Nivardo Edgar Tello Montes (Lima, 2 de octubre de 1969) es un profesor, abogado y político peruano. Es congresista de la república para el periodo 2021-2026.

## Biografía
Edgar Tello nació en la distrito de Lima en Perú, el 2 de octubre de 1969.
Estudio en la Universidad Nacional de Educación Enrique Guzmán y Valle, donde se licenció en Educación especializado en electrónica en el año 1994. Luego ingresó a la Universidad Inca Garcilaso de la Vega y estudió la carrera de Derecho, graduándose en el año 2019.
Desde el año 1995 hasta el año 2020, fue profesor en el Colegio Dolores Cavero de Grau del distrito de San Juan de Miraflores.

## Carrera política

### Congresista de la República
En septiembre del año 2020, Edgar Tello se afilia a Perú Libre, partido político liderado por Vladimir Cerrón, e incursiona en el ámbito político como candidato al Congreso de la República en las elecciones del año 2021 por la circunscripción de Lima Metropolitana. Tello logró resultar electo como congresista de la república, con 5,134 votos, y fue juramentado para el periodo parlamentario 2021-2026.
Como congresista se desempeñó como vicepresidente de la Comisión de Economía, presidente de la Comisión de Comercio Exterior y Turismo, secretario de la Comisión de Salud y miembro de diversas comisiones parlamentarias. Fue también vocero suplente de la bancada de Perú Libre.
En 2024, Tello se afilio a Podemos Perú con miras a las elecciones del 2026. 

## Controversias

### Presuntos vínculos al Movadef
Tello forma parte de un informe realizado por el exministro del Interior Carlos Basombrío de tener nexos con el Movadef cuando fue parte del Conare-Sutep. A pesar de estas acusaciones, Tello niega ser parte de esta organización.